# Okręg wyborczy Deakin
Okręg wyborczy Deakin (ang. Division of Deakin) – jednomandatowy okręg wyborczy do Izby Reprezentantów Australii, zlokalizowany we wschodniej części Melbourne. Pierwsze wybory odbyły się tam w 1937 roku. Patronem okręgu jest pierwszy w historii federalny prokurator generalny Australii, a także jej trzykrotny premier, Alfred Deakin. 

## Lista posłów
| okres urzędowania | poseł              | przynależność                                                                    |
| ----------------- | ------------------ | -------------------------------------------------------------------------------- |
| 1937-1949         | William Hutchinson | Partia Zjednoczonej Australii (1937-1944) Liberalna Partia Australii (1944-1949) |
| 1949-1966         | Frank Davis        | Liberalna Partia Australii                                                       |
| 1966-1983         | Alan Jarman        | Liberalna Partia Australii                                                       |
| 1983-1984         | John Saunderson    | Australijska Partia Pracy                                                        |
| 1984-1990         | Julian Beale       | Liberalna Partia Australii                                                       |
| 1990-1996         | Ken Aldred         | Liberalna Partia Australii                                                       |
| 1996-2007         | Phil Barresi       | Liberalna Partia Australii                                                       |
| 2007-2013         | Mike Symon         | Australijska Partia Pracy                                                        |
| od 2013           | Michael Sukkar     | Liberalna Partia Australii                                                       |

## Źródła
- Profile of the electoral division of Deakin (Vic). Australian Electoral Commission. [dostęp 2015-11-02]. (ang.).